# Список устройств на базе Android TV
Ниже представлен список устройств, работающих на операционной системе Android TV от компании Google.

## Коммерческие устройства
Google TV (English and yoruba TV]
- Nexus Player
- Nvidia Shield TV
- Mediabox  (Южная Африка)[1]
- Razer Forge TV (снято с производства)
- Xiaomi TV,[2] Xiaomi Mi Box, Mi Box S, Mi TV Stick, Xiaomi TV Stick 4K, и Xiaomi TV Box S (2-е поколение).
- Nokia Streaming Box[3] и Nokia Media Streamer (Европа)[4]
- Walmart Onn Android TV Box[5]
- Realme 4K Smart Google TV Stick[6] и 1080p Smart Android TV Stick (Индия)[7]
- Akari SMARTBOX (Индонезия)[8][9]
- Dynalink Android TV Box[10]
- Stream Hub Prime OTT Device

## Устройства операторов платного телевидения
- TVB MyTV SUPER Box (Гонконг)
- TVB Anywhere Android TV Box[11]
- Polytron Mola Streaming,[12] и PLAY 2 4K Smart Android TV Box (Индонезия)[13]
- IndiHome (Индонезия)
- First Media (Индонезия)
- MNC Play Vision+ TV (Индонезия)[14]
- Nex Parabola NexVidio (Индонезия)[15][16]
- Transvision XStream (Индонезия)[17]
- StarHub Go Streaming Box[18] и StarHub TV+ Box (Сингапур)[19]
- Verizon Stream TV
- TiVo Stream 4K
- Foxtel Now Box (Австралия)
- Vodafone TV (Австралия)[20] (снят с производства)
- Tata Play binge+ (Индия)
- Airtel Xstream Box,[21] Xstream Stick,[22] и Internet TV (Индия)[23]
- DishSMRT Hub (Индия)[24]
- d2h Stream (Индия)[25]
- Globe Streamwatch 2-in-1 Entertainment Box,[26] and Globe Xtreme Prepaid (Филиппины)[27]
- Sky EVO (Филиппины)[28]
- Converge VISION Xperience Box (Филиппины)[29]
- Proximus Android TV Box (Бельгия)[30]
- unifi Plus Box[a] (Малайзия)[31]
- VMedia VBox Quad, VBox Max, VBox Ultra (Канада)

### Комментарии
1. ↑  also known as unifi TV Plus Box